# Mausoleo di Moulay Ismail
Contenente le spoglie del sultano Moulay Ismail, il Mausoleo di Moulay Ismail è un tempio del Marocco accessibile anche a chi non è di religione musulmana (fatta eccezione per il venerdì pomeriggio). Situato nella è medina (città vecchia) di Meknès, vi si accede dalla imponente porta Bab Mansour o dalla più modesta Bab Djemaa en Nouar.

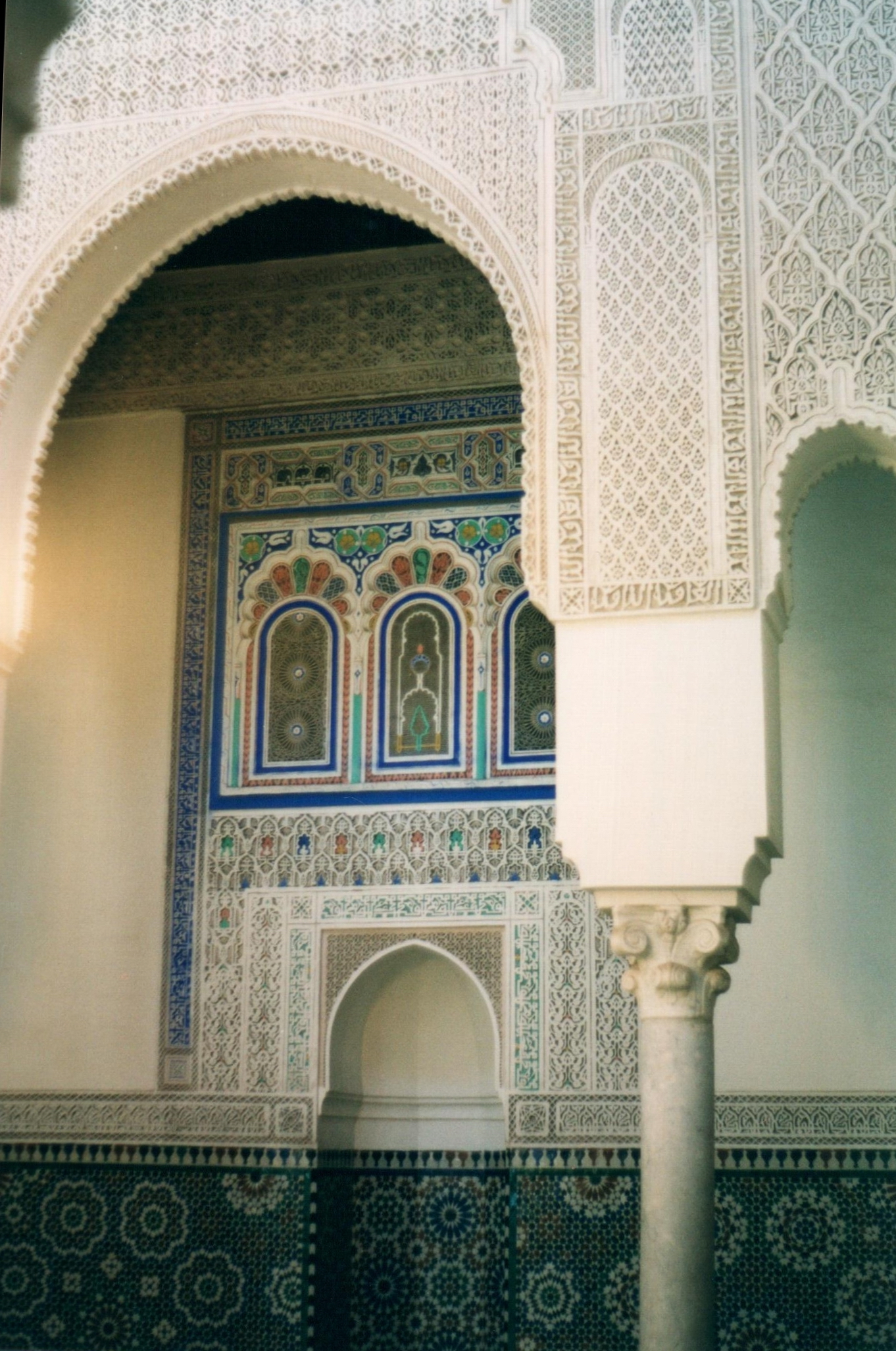
Mausoleo di Moulay Ismail - Particolare dell'interno

Il mausoleo venne eretto quando il sultano era ancora in vita, e tuttora è assidua la venerazione per Moulay Ismail il quale, benché fu un sultano assolutamente dispotico, viene ricordato per le sue conquiste, scacciò gli spagnoli da Larache e gli inglesi da Tangeri e fu un custode dell'islamismo più ortodosso, che formò le basi delle leggi della dinastia alawide.
L'interno del mausoleo, al quale si accede attraversando due cortili, è decorato con ceramiche zellige e da stucchi elaborati, senza essere un'opera particolarmente fastosa, e solo i musulmani possono arrivare alla parte più interna del santuario ove si trova il sarcofago.